# 襄汾県
襄汾県（じょうふん-けん）は中華人民共和国山西省臨汾市に位置する県。

## 歴史
1954年に襄陵県・汾城県が合併し成立した。県名は襄陵・汾城の漢字を組み合わせたものである。旧襄陵県は晋の襄公の陵墓の所在地であり、旧汾城県は晋の国都が置かれた場所である。
陶寺郷で発見された陶寺遺跡は、紀元前2500年から紀元前1900年の新石器時代後期の集落（都市）遺跡である。広大な集落は土壁で囲まれ、周囲には多数の墳墓があった。竜山文化の中でも現在のところ最大の都市遺跡である。

## 行政区画
- 鎮:新城鎮、趙康鎮、汾城鎮、南賈鎮、古城鎮、襄陵鎮、鄧荘鎮
- 郷:陶寺郷、永固郷、景毛郷、西賈郷、南辛店郷、大鄧郷